# Ali Cadi
Pour les articles homonymes, voir Cadi (homonymie).
Ali Cadi, né le 23 juillet 1899 à Oued El Ma en Algérie et mort le 3 novembre 1963 à Guéthary, est un homme politique français.